# Saint catholique
 (juillet 2025).
Pour un article plus général, voir Saint.
Dans l'Église catholique, les saints forment l'Église triomphante et intercèdent auprès de Dieu pour les hommes d'ici-bas (l'Église militante) et pour les défunts au purgatoire (l'Église souffrante) : c'est la communion des saints. Tous ces saints, qui n'ont pas forcément été officiellement reconnus ici-bas comme tels, sont fêtés ensemble le jour de la Toussaint. 
La fête de la Toussaint, célébrée le 1er novembre, signifie, chez les catholiques, qu'au-delà du nombre restreint de personnes canonisées, c'est-à-dire dont on affirme sans ambiguïté la sainteté et auxquels un culte peut être adressé, de nombreux chrétiens, voire stricto sensu non chrétiens (par exemple Abraham, Moïse, David, Job…), ont atteint l'idéal chrétien : la communion avec Dieu.
Les saints inscrits au Martyrologe romain sont ceux pour lesquels l'Église catholique déclare être sûre qu'ils sont au paradis. Ils font donc l'objet d'un culte public (à l'instar de l'Église orthodoxe) dit culte de dulie (du grec δοῦλος / doûlos, « esclave ») lequel s'oppose au culte de latrie (du grec λατρεία / latreía, « culte ») qui n'est dû qu'à Dieu. Dans le cas de Marie, une exception est admise, qui se nomme hyperdulie et qui se manifeste dans les sites d'apparition.

## Procédure
Depuis plusieurs siècles, l'Église catholique procède de manière formelle à la déclaration de la sainteté de certaines personnes, par le biais de la Congrégation pour les causes des saints. Cela passe par les étapes de la vénérabilité puis de la béatification puis de la canonisation. La procédure de reconnaissance de la sainteté, appelée « procès en canonisation », prend les formes d'un procès légal. L'équivalent du « ministère public » (qui défend la thèse de la non-sainteté) est tenu par le promoteur de la foi qui a traditionnellement reçu le surnom d'avocat du diable, terme passé dans la langue courante.
Cette procédure s'est mise en place progressivement sur plusieurs siècles et s'est peu à peu centrée sur Rome. Aussi les saints anciens étaient-ils déclarés tels par les évêques locaux alors que depuis le XIIIe siècle la canonisation ne peut être déclarée que par le pape. Le droit canonique prévoit aussi un temps minimum entre le décès de la personne et l'introduction de sa cause à Rome. Cependant les durées sont variables. Claire d'Assise a failli être déclarée sainte lors de ses funérailles par le pape lui-même. Antoine de Padoue fut canonisé un peu moins d'un an après sa mort. Jeanne d'Arc dut attendre près de 500 ans avant d'être canonisée, et la procédure dura près d'un demi-siècle (elle a été simplifiée depuis). 
Depuis Vatican II, une nouvelle procédure a été initiée. Les délais sont raccourcis, le nombre de miracles post mortem nécessaires, qui pouvaient atteindre plusieurs centaines (en fonction de l'époque), est réduit au nombre de deux. Sous le pontificat de Jean-Paul II, pas moins de 2000 nouvelles béatifications ou canonisations ont été proclamées en 25 ans, alors qu'il aura fallu plusieurs siècles à ses prédécesseurs pour quelques centaines de déclarations.

## Ouvrages célèbres sur la vie des Saints
- La Légende dorée, Jacques de Voragine (1261–1266) ;
- De probatis sanctorum historiis, Surius (1576) ;
- Flos sanctorum (Fleurs des vies des saints), Pedro de Ribadeneyra (1599–1601) ;
- Acta Sanctorum (Actes des Saints), Bollandistes (1643) ;
- Les Nouvelles fleurs des vies des Saints, d'après Ribadeneira, père Simon Martin (1650) ;
- Vies de plusieurs saints illustres, Louis-Sébastien Le Nain de Tillemont (1664) ;
- Les Vies des Saints, d'après Simon Martin, père François Giry (1683) ;
- Les vies des saints avec l'histoire de leur culte, Adrien Baillet (1701) ;
- Les Vies des saints pour tous les jours de l'année, père Jean Croiset (1723) ;
- Vie des pères, martyrs, et autres principaux saints, Alban Butler (1759–1759), traduit en français par Jean-François Godescard ;
- Vies des Saints pour tous les jours de l'année, René François Rohrbacher (1853) ;
- Les Petits Bollandistes, Mgr Paul Guérin (1865).